# Royal Sporting Club Anderlecht Rugby
Il Royal Sport Club Anderlecht rugby (in francese Royal Sport Club Anderlect séction rugby, in fiammingo Koninklijk Sporting Club Anderlecht rugby) o, più familiarmente, Anderlecht, è la sezione rugbistica della polisportiva belga RSC Anderlecht di Anderlecht.

## Storia
Il club fu fondato il 21 settembre 1931 da alcuni giocatori del Rugby Club Français con il nome di William Ellis Rugby Club, dal nome dell'ideatore del rugby moderno William Webb Ellis, poco prima della nascita della Federazione balga. Nel 1935, dopo essersi chiamato anche Brussels Rugby Club, divenne la sezione rugby della RSC Anderlecht; è il club più antico del Belgio ed anche il più vittorioso.

## Palmarès
- Campionato belga di rugby a 15: 20
1939, 1946, 1947, 1948, 1949, 1949, 1951, 1952, 1953, 1954,
1955, 1956, 1958, 1959, 1964, 1966, 1970, 1971, 1972, 1974